# Вила-Нова-ди-Фамаликан
Ви́ла-Но́ва-ди-Фамалика́н (порт. Vila Nova de Famalicão; ['vilɐ 'nɔvɐ dɨ fɐmɐli'kɐ̃ũ]) — город в Португалии, центр одноимённого муниципалитета в составе округа Брага. Находится в составе крупной городской агломерации Большое Минью. По старому административному делению входил в провинцию Минью. Входит в экономико-статистический субрегион Аве, который входит в Северный регион. Численность населения — 30,2 тыс. жителей (город), 127,6 тыс. жителей (муниципалитет). Занимает площадь 201,85 км².
Праздник города — 13 июня.

## Расположение
Город расположен в 17 км на юго-запад от адм. центра округа города Брага.
Муниципалитет граничит:
- на севере — муниципалитет Брага
- на востоке — муниципалитет Гимарайнш
- на юге — муниципалитет Санту-Тирсу, Трофа
- на западе — муниципалитет Вила-ду-Конде, Повуа-де-Варзин
- на северо-западе — муниципалитет Барселуш

## История
Город основан в 1835 году.

## Население
| Численность населения муниципалитета по годам | Численность населения муниципалитета по годам | Численность населения муниципалитета по годам | Численность населения муниципалитета по годам | Численность населения муниципалитета по годам | Численность населения муниципалитета по годам | Численность населения муниципалитета по годам | Численность населения муниципалитета по годам |
| --------------------------------------------- | --------------------------------------------- | --------------------------------------------- | --------------------------------------------- | --------------------------------------------- | --------------------------------------------- | --------------------------------------------- | --------------------------------------------- |
| 1849                                          | 1900                                          | 1930                                          | 1960                                          | 1981                                          | 1991                                          | 2001                                          | 2004                                          |
| 27 023                                        | 33 978                                        | 43 561                                        | 79 250                                        | 106 508                                       | 114 338                                       | 127 567                                       | 131 690                                       |

## Состав муниципалитета
В муниципалитет входят следующие районы:

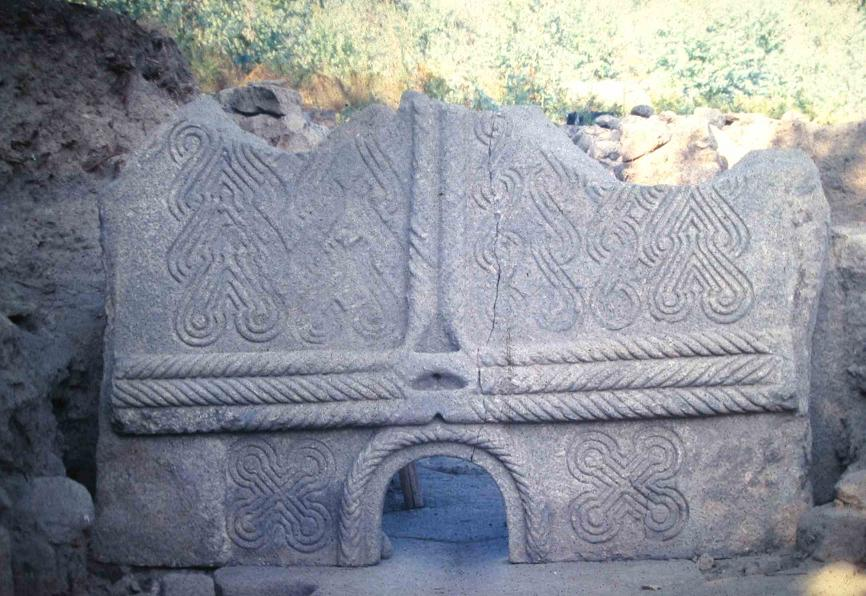

| - Абаде-де-Вермоин - Анташ - Байрру - Бенте - Бруфе - Кабесудуш - Календариу - Каррейра - Каштелойнш - Кавалойнш - Круш - Делайнш - Эжмериш - Фраделуш - Гавиан - Гондифелуш - Жезуфреи | - Жоане - Лагоа - Ландин - Леменье - Лору - Лозаду - Можеже - Мокин - Нине - Новайш - Отиш - Педоме - Портела - Позада-де-Сарамагуш - Рекиан - Риба-де-Аве | - Рибейран - Руйвайнш - Санта-Эулалия-де-Арнозу - Санта-Мария-де-Арнозу - Санта-Мария-де-Оливейра - Сезуреш - Сан-Кожме-ду-Вале - Сан-Мартинью-ду-Вале - Сан-Матеуш-де-Оливейра - Сан-Мигел-де-Сейде - Сан-Пайю-де-Сейде - Тельяду - Вермоин - Вила-Нова-де-Фамаликан - Виларинью-даш-Камбаш - Авидуш |